# Arborea (település)
Arborea település Olaszországban, Szardínia régióban, Oristano megyében. Lakosainak száma 3749 fő (2023. január 1.). Arborea Marrubiu, Santa Giusta és Terralba községekkel határos.

## Népesség
A település népességének változása:
| Lakosok száma | 3910 | 3906 | 3749 |
|               | 2017 | 2018 | 2023 |